# Rolex Sports Car Series 2011
Navigation
Édition précédente Édition suivante
Le Grand American Road Racing Championship 2011 (officiellement appelé le 2011 Rolex Sports Car Series) est la douzième saison du championnat américain d'endurance organisé part la Grand American Road Racing Association. L'édition 2011 s'est déroulée du 29 janvier au 17 septembre. Deux catégories de voiture ont participé à cette saison, les Daytona Prototype (en) (DP) et les Grand Tourisme (GT).

## Calendrier
| N° | Date                     | Nom de la course                     | Durée                          | Circuit                        | Lieu          | État, Pays              |
| -- | ------------------------ | ------------------------------------ | ------------------------------ | ------------------------------ | ------------- | ----------------------- |
| 1  | 29 janvier et 30 janvier | 24 Heures de Daytona                 | 24 heures                      | Daytona International Speedway | Daytona Beach | Floride, États-Unis     |
| 2  | 5 mars                   | Grand Prix of Miami                  | 2 h 45 min                     | Homestead-Miami Speedway       | Homestead     | Floride, États-Unis     |
| 3  | 9 avril                  | Porsche 250                          | 2 h 45 min                     | Barber Motorsports Park        | Birmingham    | Alabama, États-Unis     |
| 4  | 14 mai                   | Bosch Engineering 250                | 250 miles (400 km) ou 3 heures | Virginia International Raceway | Danville      | Virginie, États-Unis    |
| 5  | 30 mai                   | Memorial Day Classic                 | 2 h 45 min                     | Lime Rock Park                 | Lakeville     | Connecticut, États-Unis |
| 6  | 4 juin                   | 6 Heures de Watkins Glen             | 6 heures                       | Watkins Glen International     | Watkins Glen  | New York, États-Unis    |
| 7  | 25 juin                  | Rolex Sports Car Series 250          | 2 heures                       | Road America                   | Elkhart Lake  | Wisconsin, États-Unis   |
| 8  | 9 juillet                | Continental Tire Sports Car Festival | 2 h 45 min                     | Mazda Raceway Laguna Seca      | Monterey      | Californie, États-Unis  |
| 9  | 24 juillet               | American Red Cross 250               | 2 h 45 min                     | New Jersey Motorsports Park    | Millville     | New Jersey, États-Unis  |
| 10 | 13 août                  | Canadian Tire 200                    | 2 heures ou 200 miles (320 km) | Watkins Glen International     | Watkins Glen  | New York, États-Unis    |
| 11 | 20 août                  | Montreal 200                         | 200 miles (320 km)             | Circuit Gilles-Villeneuve      | Montréal      | Québec, Canada          |
| 12 | 17 septembre             | EMCO Gears Classic                   | 3 heures                       | Mid-Ohio Sports Car Course     | Lexington     | Ohio, États-Unis        |

## Classements

### Daytona Prototypes(en)(DP)
| Pos. | Pilote(s)         | R24 | HOM | BIR | VIR | LIM | S6H | ELK | LAG | NJ | WAT | MON | LEX | Points |
| ---- | ----------------- | --- | --- | --- | --- | --- | --- | --- | --- | -- | --- | --- | --- | ------ |
| 1    | Scott Pruett      | 1   | 1   | 1   | 2   | 7   | 2   | 1   | 2   | 1  | 2   | 5   | 2   | 385    |
| 1    | Memo Rojas        | 1   | 1   | 1   | 2   | 7   | 2   | 1   | 2   | 1  | 2   | 5   | 2   | 385    |
| 2    | Max Angelelli     | 5   | 3   | 11  | 4   | 1   | 1   | 3   | 3   | 2  | 1   | 2   | 11  | 353    |
| 2    | Ricky Taylor      | 5   | 3   | 11  | 4   | 1   | 1   | 3   | 3   | 2  | 1   | 2   | 11  | 353    |
| 3    | David Donohue     | 9   | 2   | 5   | 3   | 5   | 5   | 6   | 6   | 6  | 6   | 3   | 5   | 318    |
| 3    | Darren Law        | 9   | 2   | 5   | 3   | 5   | 5   | 6   | 6   | 6  | 6   | 3   | 5   | 318    |
| 4    | Jon Fogarty       | 12  | 8   | 2   | 10  | 4   | 3   | 2   | 1   | 3  | 12† | 1   | 3   | 315    |
| 4    | Alex Gurney       | 12  | 8   | 2   | 10  | 4   | 3   | 2   | 1   | 3  | 12† | 1   | 3   | 315    |
| 5    | João Barbosa      | 3   | 5   | 7   | 1   | 6   | 7   | 7   | 8   | 5  | 7   | 6   | 4   | 314    |
| 5    | J. C. France (en) | 3   | 5   | 7   | 1   | 6   | 7   | 7   | 8   | 5  | 7   | 6   | 4   | 314    |
| 6    | Oswaldo Negri Jr. | 10  | 9   | 6   | 6   | 2   | 4   | 5   | 5   | 8  | 5   | 9   | 8   | 299    |
| 6    | John Pew (en)     | 10  | 9   | 6   | 6   | 2   | 4   | 5   | 5   | 8  | 5   | 9   | 8   | 299    |
| 7    | Paul Edwards      | 14  | 11  | 9   | 8   | 9   | 8   | 10  | 10  | 7  | 10  | 4   | 10  | 263    |
| 7    | Antonio García    | 14  | 11  | 9   | 8   | 9   | 8   | 10  | 10  | 7  | 10  | 4   | 10  | 263    |
| 8    | Brian Frisselle   | 17  | 13  | 10  | 5   | 8   | 6   | 9   | 9   | 9  | 8   | 8   | 9   | 263    |
| 9    | Burt Frisselle    | 9   | 4   | 4   | 9   |     | 5   | 11  |     | 9  | 4   | 7   | 9   | 242    |
| 10   | Henri Richard     | 17  | 13  | 10  | 5   | 8   | 6   | 9   | 9   | 9  | 8   | 8   |     | 241    |

| Couleur | Résultat                     |
| ------- | ---------------------------- |
| Or      | Vainqueur                    |
| Argent  | 2e place                     |
| Bronze  | 3e place                     |
| Vert    | Terminé, dans les points     |
| Bleu    | Terminé, pas dans les points |
| Violet  | Abandon (Ab.) ou (Ret)       |
| Violet  | Non classé (NC)              |
| Rouge   | Pas qualifié (DNQ)           |
| Noir    | Disqualifié (DSQ)            |
| Blanc   | Pas au départ (DNS)          |
| Blanc   | Forfait (WD)                 |
| Blanc   | N'a pas participé (DNP)      |
| Blanc   | Blessé (INJ)                 |
| Blanc   | Exclu (EX)                   |
| Blanc   | Course annulée (C)           |

- Les pilotes désignés par † n'ont pas effectué suffisamment de tours pour marquer des points.

### Grand Tourisme(GT)
| Pos. | Pilote(s)           | R24 | HOM | BIR | VIR | LIM | S6H | ELK | LAG | NJ | WAT | MON | LEX | Points |
| ---- | ------------------- | --- | --- | --- | --- | --- | --- | --- | --- | -- | --- | --- | --- | ------ |
| 1    | Andrew Davis        | 5   | 7   | 10  | 5   | 3   | 1   | 6   | 1   | 12 | 7   | 5   | 4   | 319    |
| 1    | Leh Keen            | 5   | 7   | 10  | 5   | 3   | 1   | 6   | 1   | 12 | 7   | 5   | 4   | 319    |
| 2    | Jordan Taylor       | 14  | 6   | 7   | 1   | 2   | 2   | 5   | 10  | 4  | 2   | 9   | 8   | 317    |
| 2    | Bill Lester (en)    | 14  | 6   | 7   | 1   | 2   | 2   | 5   | 10  | 4  | 2   | 9   | 8   | 317    |
| 3    | Jonathan Bomarito   | 6   | 4   | 3   | 14  | 12  | 10  | 7   | 3   | 1  | 4   | 2   | 5   | 315    |
| 3    | Sylvain Tremblay    | 6   | 4   | 3   | 14  | 12  | 10  | 7   | 3   | 1  | 4   | 2   | 5   | 315    |
| 4    | Dane Cameron        | 10  | 5   | 6   | 4   | 4   | 8   | 13  | 9   | 3  | 6   | 3   | 3   | 306    |
| 4    | James Gue           | 10  | 5   | 6   | 4   | 4   | 8   | 13  | 9   | 3  | 6   | 3   | 3   | 306    |
| 5    | Emil Assentato (en) | 27  | 2   | 4   | 8   | 10  | 3   | 10  | 2   | 6  | 10  | 10  | 2   | 302    |
| 5    | Jeff Segal          | 27  | 2   | 4   | 8   | 10  | 3   | 10  | 2   | 6  | 10  | 10  | 2   | 302    |
| 6    | Craig Stanton (en)  | 4   | 3   | 5   | 15  | 9   | 5   | 4   | 7   | 8  | 3   | 7   | 7   | 301    |
| 6    | John Potter         | 4   | 3   | 5   | 15  | 9   | 5   | 4   | 7   | 8  | 3   | 7   | 7   | 301    |
| 7    | Paul Dalla Lana     | 17  | 1   | 1   | 3   | 6   | 11  | 8   | 8   | 13 | 5   | 4   | 16  | 294    |
| 8    | Wayne Nonnamaker    | 7   | 9   | 11  | 9   | 7   | 7   | 2   | 14  | 2  | 8   | 6   | 6   | 290    |
| 9    | Robin Liddell       | 12  | 16  | 9   | 7   | 1   | 15  | 12  | 4   | 5  | 20  | 1   | 1   | 285    |
| 10   | Gunter Schaldach    | 23  | 8   | 2   | 2   | 8   | 4   | 16† | 6   | 7  | 9   | 8   | 9   | 270    |

| Couleur | Résultat                     |
| ------- | ---------------------------- |
| Or      | Vainqueur                    |
| Argent  | 2e place                     |
| Bronze  | 3e place                     |
| Vert    | Terminé, dans les points     |
| Bleu    | Terminé, pas dans les points |
| Violet  | Abandon (Ab.) ou (Ret)       |
| Violet  | Non classé (NC)              |
| Rouge   | Pas qualifié (DNQ)           |
| Noir    | Disqualifié (DSQ)            |
| Blanc   | Pas au départ (DNS)          |
| Blanc   | Forfait (WD)                 |
| Blanc   | N'a pas participé (DNP)      |
| Blanc   | Blessé (INJ)                 |
| Blanc   | Exclu (EX)                   |
| Blanc   | Course annulée (C)           |

- Les pilotes désignés par † n'ont pas effectué suffisamment de tours pour marquer des points.